# Doctor of Clinical Psychology
O  Doctor of Clinical Psychology  (ClinPsyD) é um doutorado profissional em psicologia clínica , concedido principalmente no Reino Unido e na Irlanda . O diploma tem componentes  clínicos e de pesquisa e qualifica no titular para exercer a profissão de psicólogo clínico no Serviço Nacional de Saúde da Grã-Bretanha e em outros ambientes clínicos. 